# Sampson megye
Sampson megye az Amerikai Egyesült Államokban, azon belül Észak-Karolina államban található. Megyeszékhelye és legnagyobb városa Clinton. Lakosainak száma 59 036 fő (2020. április 1.). Sampson megye Johnston, Wayne, Duplin, Pender, Bladen, Cumberland és Harnett megyékkel határos.

## Népesség
A megye népességének változása:
| Lakosok száma | 63 534 | 63 675 | 63 948 | 64 150 | 63 724 | 59 036 |
|               | 2010   | 2011   | 2012   | 2013   | 2015   | 2020   |